# Велиев, Багадур Умудович
Багадур Умудович (Умудвар оглы) Велиев (азерб. Bahadır Ümüdoviç Vəliyev, каз. Баһадүр Велиев; 1923, Джеватский уезд — ?) — советский казахский и азербайджанский механизатор, Герой Социалистического Труда (1950).

## Биография
Родился в 1923 году в селе Халфали Джеватского уезда Азербайджанской ССР (ныне — в Имишлинском районе).
С 1942 года бригадир свекловодов, с 1943 года тракторист колхоза «Новый путь», с 1945 года бригадир Чуйской МТС, с 1958 года бригадир комплексной тракторной бригады колхоза «Новый путь» Чуйского района Джамбульской области Казахской ССР, с 1963 года бригадир комплексной механизированной хлопководческой бригады колхоза имени Ази Асланова Имишлинского района Азербайджанской ССР.
Указом Президиума Верховного Совета СССР от 15 июня 1950 года Вельеву Багадуру Умудовичу присвоено звание Героя Социалистического Труда с вручением ордена Ленина и золотой медали «Серп и Молот».
Сын — Губад Велиев — механизатор, лауреат премии Ленинского комсомола (1982).